# Старчиков, Мина Кузьмич
Мина Кузьмич Старчиков (1892 — 1963) — участник Белого движения на Юге России, капитан 2-го Корниловского ударного полка.

## Биография
Из мещан. Уроженец Таврической губернии.
Общее образование получил в Севастопольском реальном училище, где окончил полный курс.
В 1913 году окончил Одесское военное училище, откуда выпущен был подпоручиком в 50-й пехотный Белостокский полк, в рядах которого и вступил в Первую мировую войну. За боевые отличия был награждён несколькими орденами, в том числе орденом Св. Анны 4-й степени с надписью «за храбрость». Произведен в поручики 2 августа 1915 года «за отличия в делах против неприятеля», в штабс-капитаны — 14 февраля 1916 года, в капитаны — 10 августа 1917 года.
В Гражданскую войну участвовал в Белом движении на Юге России. Во ВСЮР и Русской армии — капитан 2-го Корниловского ударного полка до эвакуации Крыма. Награждён орденом Св. Николая Чудотворца.
В эмиграции в Болгарии, полковник. После Второй мировой войны переехал в США. Умер в 1963 году в Нью-Йорке. Похоронен на кладбище Новодивеевского монастыря.

## Семья
Был женат на Ольге Константиновне Петруниной (1893—1972). Их сын:
- Борис (1919—1990), окончил Софийскую гимназию (1940), в годы Второй мировой войны служил в Русском корпусе, во взводе ПТО 4-го полка, затем был подпоручиком РОА. В 1948 году переехал в США, был инженером-электриком.

## Награды
- Орден Святого Станислава 3-й ст. с мечами и бантом (ВП 17.04.1915)
- Орден Святой Анны 4-й ст. с надписью «за храбрость» (ВП 25.04.1915)
- Орден Святой Анны 3-й ст. с мечами и бантом (ВП 15.05.1915)
- Орден Святого Станислава 2-й ст. с мечами (ВП 8.06.1915)
- Орден Святой Анны 2-й ст. с мечами (ПАФ 5.05.1917)
- Орден Святителя Николая Чудотворца (Приказ Главнокомандующего № 248, 31 октября 1921)